# Krupoderynci (obwód połtawski)
Krupoderynci (ukr. Круподеринці) – wieś na Ukrainie, w obwodzie połtawskim, w rejonie łubieńskim. W 2001 liczyła 1028 mieszkańców, spośród których 1017 posługiwało się językiem ukraińskim, 6 rosyjskim, 1 mołdawskim, 1 białoruskim, a 3 ormiańskim.